# Слов'янське (Джанкойський район)
Слов'я́нське (до 1945 року — Славя́н-Шірі́н, Слов'я́нський Шірі́н, крим. Slavân Şirin) — село в Джанкойському районі Автономної Республіки Крим. Розташоване на сході району, входить до складу Просторненської сільської ради. Населення — 66 осіб за переписом 2001 року.

## Географія
Слов'янське — маленьке село у степовому Криму, на узбережжі одної з висохлих заток Сивашу. Висота над рівнем моря — 5 м. Сусідні села: Апрелівка (2,5 км на схід), Просторне (2,1 км на південь), Нижні Острожки і Новофедорівка (відповідно 2,7 і 3,5 км на південний захід). Відстань до райцентру — близько 24 кілометрів, там же найближча залізнична станція.

## Історія
Село виникло наприкінці XIX століття, оскільки Ширин Слов'янський вперше згадується у Календарі і Пам'ятній книжці Таврійської губернії на 1900 рік, за яким в Ширині Слов'янському Ак-Шейхської волості Перекопського повіту числилося 59 жителів на 13 дворів. У Статистичному довіднику Таврійської губернії за 1915 рік в Ак-Шеіхській волості Перекопського повіту значиться село Ширин (слов'янський).
За радянської влади, коли в результаті адміністративних реформ початку 1920-х років була скасована волосна система, село Ширин (Слов'янський) увійшло до Антонівської сільради Джанкойського району Кримської АСРР.
Після утворення у 1935 році Колайського району (1944-го перейменований у Азовський) село включили до його складу. А 21 серпня 1945 року указом Президії Верховної Ради РРФСР Ширин-Слов'янський був перейменований на Слов'янське.
У 1960 році Слов'янська сільська рада була ліквідована, а село включене до складу Просторненської сільради. У грудні 1962 року указом Президії Верховної Ради УРСР Азовський район був скасований і Слов'янське знову увійшло до Джанкойського району.